# Laurel und Hardy: Im Strudel der Gosse
We Faw Down (dt.: Wir fallen auf die Nase) ist eine US-amerikanische Kurzfilmkomödie mit Stan Laurel und Oliver Hardy aus dem Jahre 1928. Die Uraufführung fand am 29. Dezember 1928 statt, deutsche Premiere war am 4. Dezember 1930 unter dem Titel „Dick und Do(o)f auf Abwegen“.

## Handlung
Stan und Olli verabschieden sich von ihren Ehefrauen. Sie lassen diese im Glauben, sie würden ein Show-Theater besuchen. In Wahrheit gehen sie dem Willen ihrer Gattinen zuwiderhandelnd zum Pokern. Als die Ehefrauen erfahren, dass das anvisierte Theater just an jenem Abend abgebrannt ist, werden sie von wehmütiger Reue erfüllt, anlässlich der üblichen Grobheiten, mit denen sie ihren Ehegatten begegnet waren. Stan und Olli, von diesen Vorgängen nichts ahnend, sind auf dem Nachhauseweg vom Pokerabend in den Dreck gefallen, woraufhin sich zwei leichte Mädchen ihrer annehmen, sie mit in ihre Wohnung nehmen. Dort werden sie zunächst von dem Liebhaber der Mädchen bedrängt. Schließlich tauchen auch ihre mit Flinten bewaffneten Ehefrauen auf, die, von ihrem Irrtum bekehrt, statt reumütig wieder rachsüchtig werden. Mit ihren Flinten schlagen sie, neben ihren eigenen, eine ganze Armee abtrünniger Ehemänner in die Flucht, die leichtbekleidet aus verschiedenen Fenstern springen.

## Sonstiges
We Faw Down führte zwei Gag-Einfälle aus, die in späteren Langfilmen wieder aufgenommen wurden. Zum einen den Ausbruch aus dem Ehealltag durch Täuschung der Ehefrauen, der zum grundlegenden Handlungsgerüst in Sons of the desert (Die Wüstensöhne) wurde. Zum anderen der Schlussgag der durch die Flintenweiber aus den Fenstern gescheuchten untreuen Ehemänner, der – leicht abgewandelt und schlechter inszeniert – als Schlussgag von Blockheads (Die Klotzköpfe) erneut Verwendung fand. Der Film lief auch unter dem alternativen Titel We Slip Up. In Deutschland bekam er die Alternativtitel Dick und Doof auf Abwegen oder Im Strudel der Gosse (TV), beziehungsweise Wir Straucheln.